# Neivamyrmex nyensis
Neivamyrmex nyensis är en myrart som beskrevs av Charles James Watkins 1977. Neivamyrmex nyensis ingår i släktet Neivamyrmex och familjen myror. Inga underarter finns listade i Catalogue of Life.

## Bildgalleri

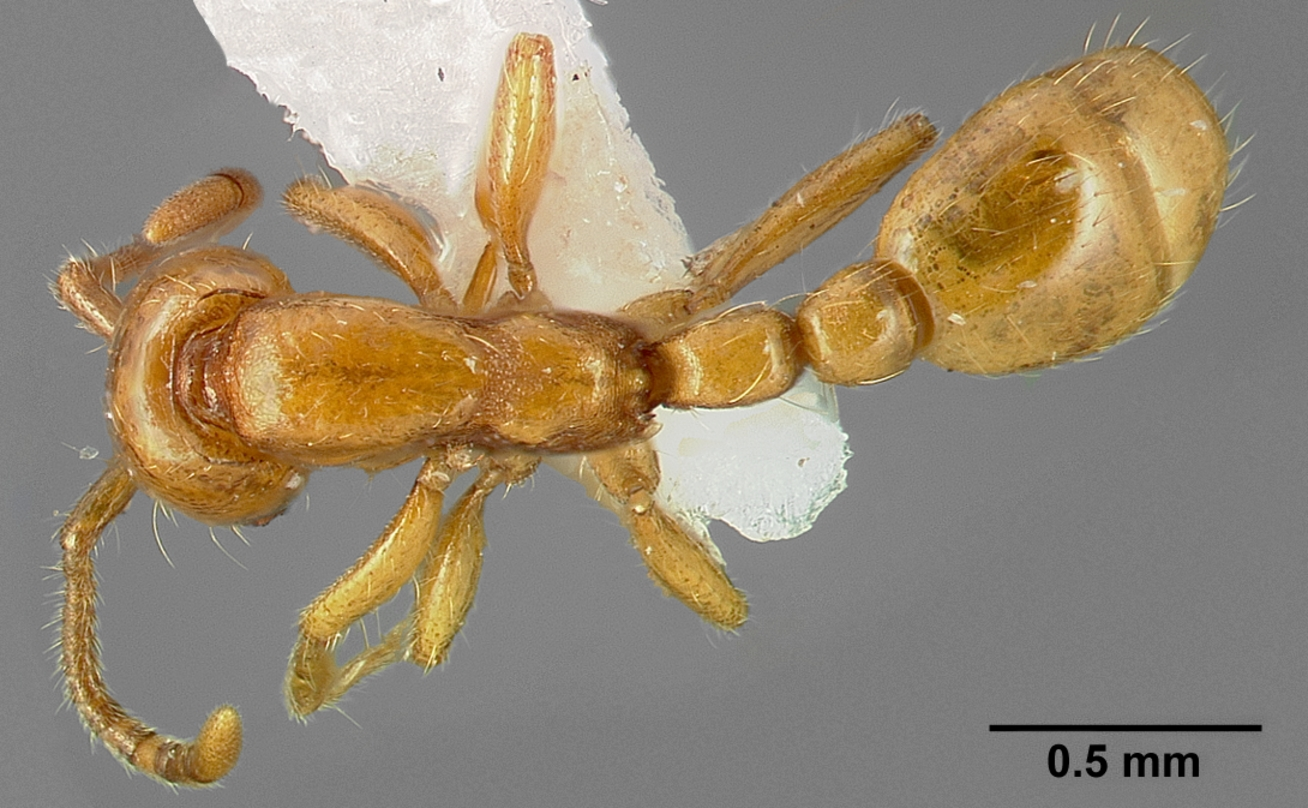
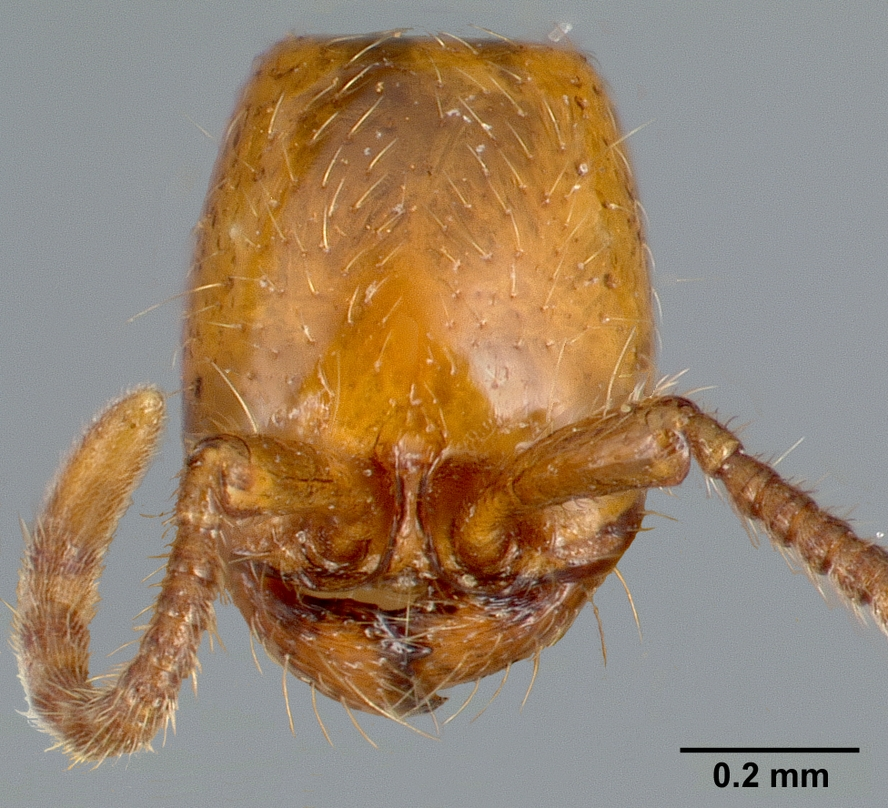
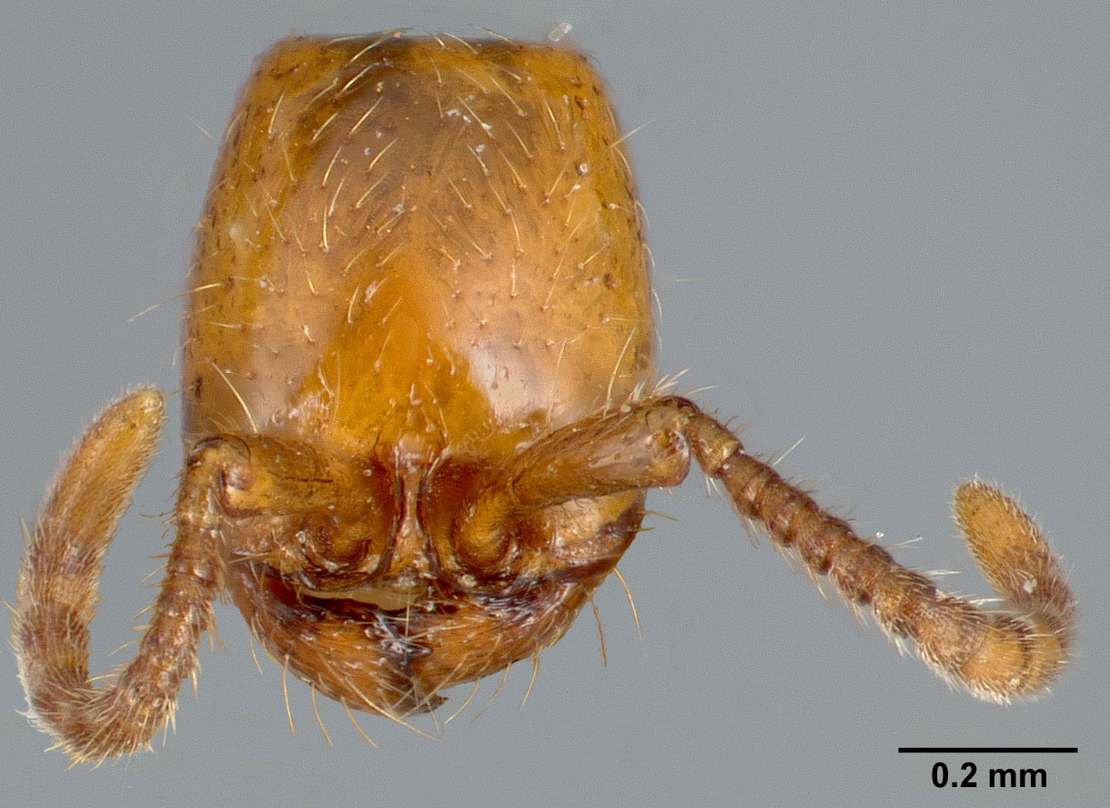
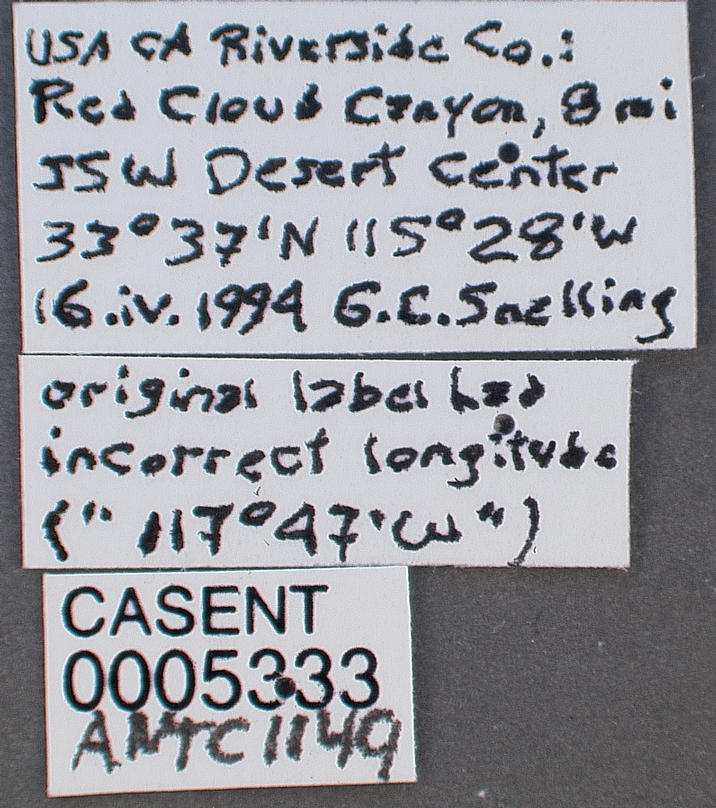
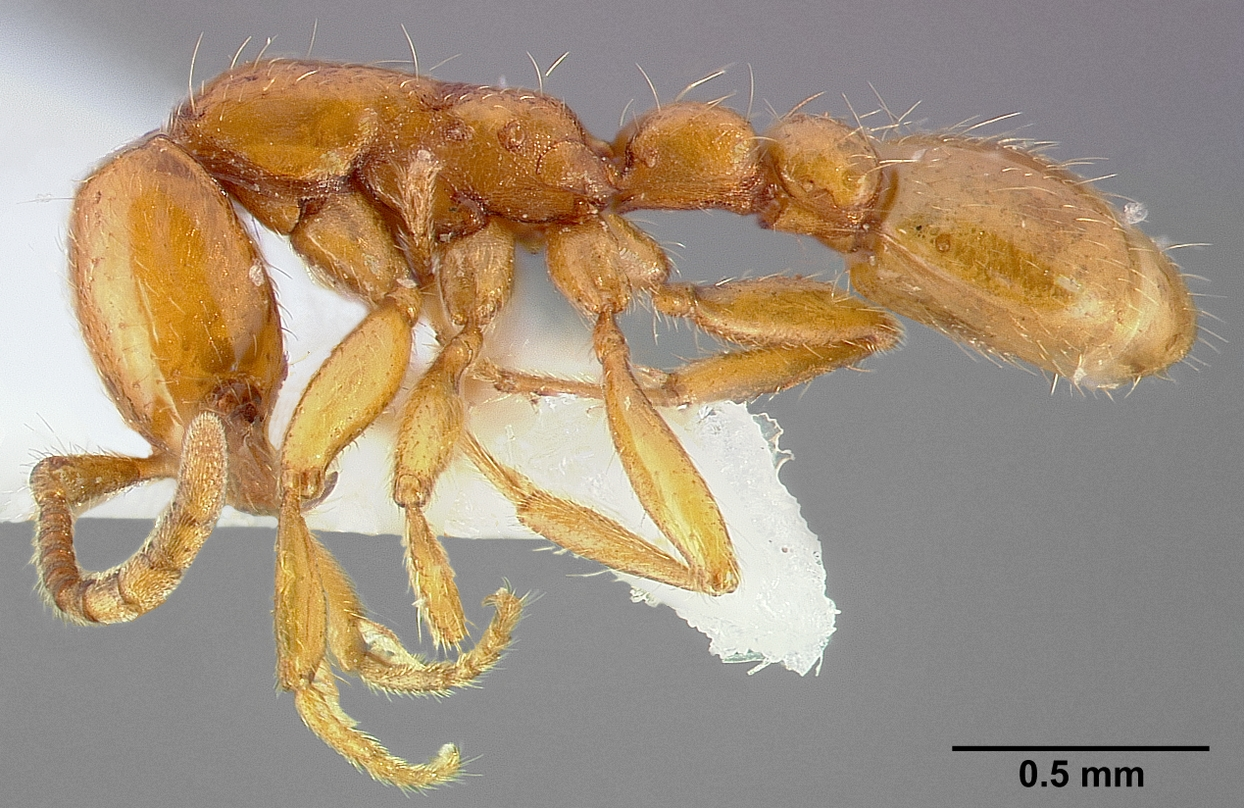